# Пахтакорский район
Пахтакорский район (тума́н; узб. Paxtakor tumani / Пахтакор тумани) — район на востоке Джизакской области Узбекистана. Административный центр — город Пахтакор. Образован 9 января 1967 года.